# Suva
Suva is de hoofdstad van de Melanesische eilandstaat Fiji. De stad ligt in het zuiden van Viti Levu, het grootste eiland van het land, en telt 93.970 inwoners (2017). De hele agglomeratie telt echter 175.399 inwoners. In 1877 werd besloten om van Suva de hoofdstad van Fiji te maken. In die tijd werd de kolonie bestuurd vanuit wat de belangrijkste Europese nederzetting was geweest: Levuka, op het Fiji-eiland Ovalau. Maar de geografie was te beperkend gebleken. Het bestuur van de kolonie werd in 1882 overgedragen van Levuka naar Suva.
In Suva is de Universiteit van de Zuidelijke Grote Oceaan gevestigd, de gezamenlijke universiteit van twaalf Oceanische eilandstaten en -territoria. Suva is bereikbaar via de nabijgelegen internationale luchthaven.

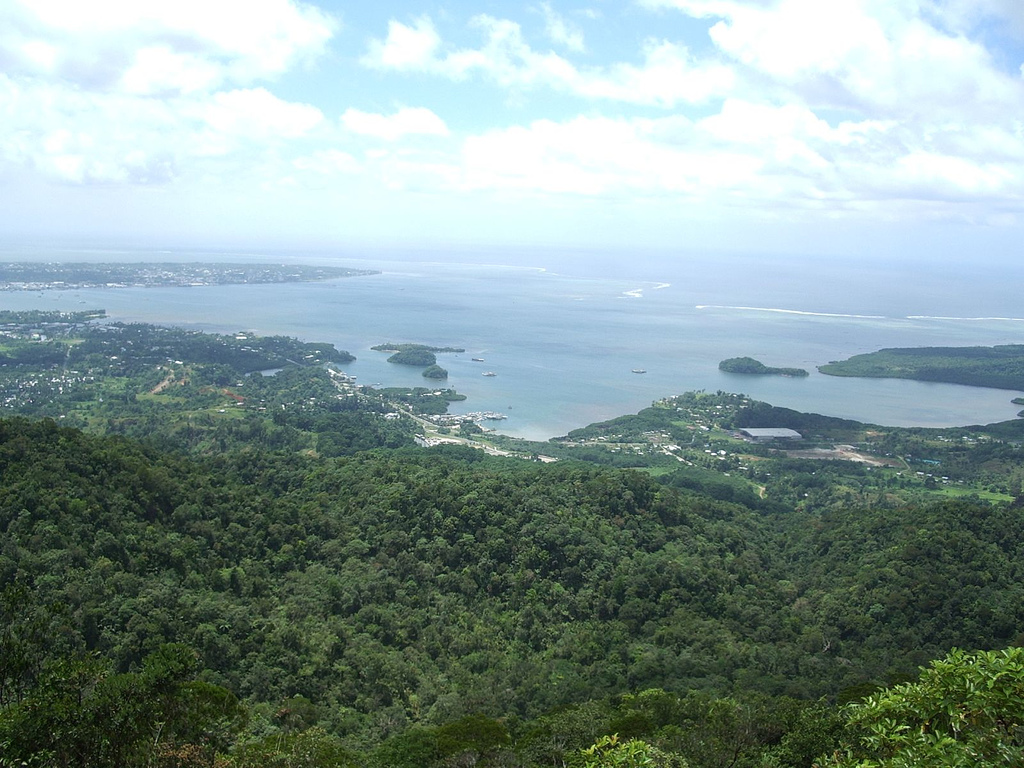
Zicht op Suva
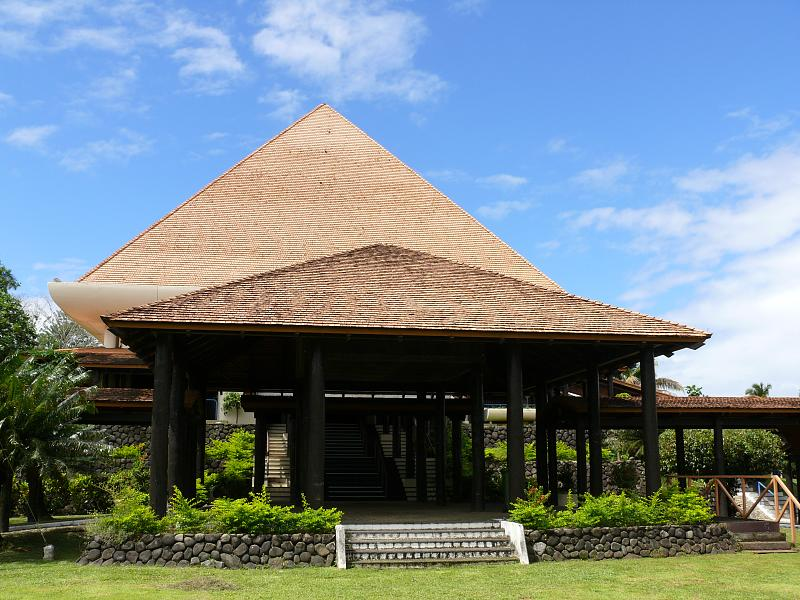
Parlement van Fiji
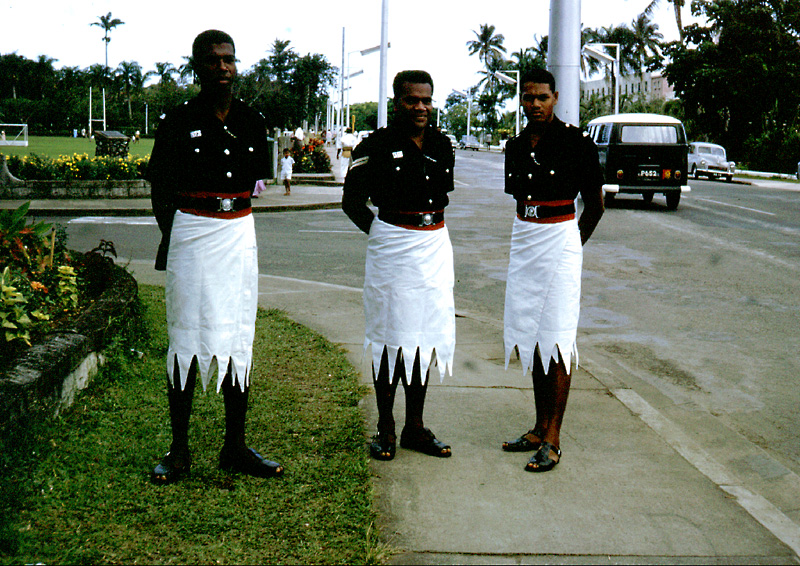
Politieagenten in Suva
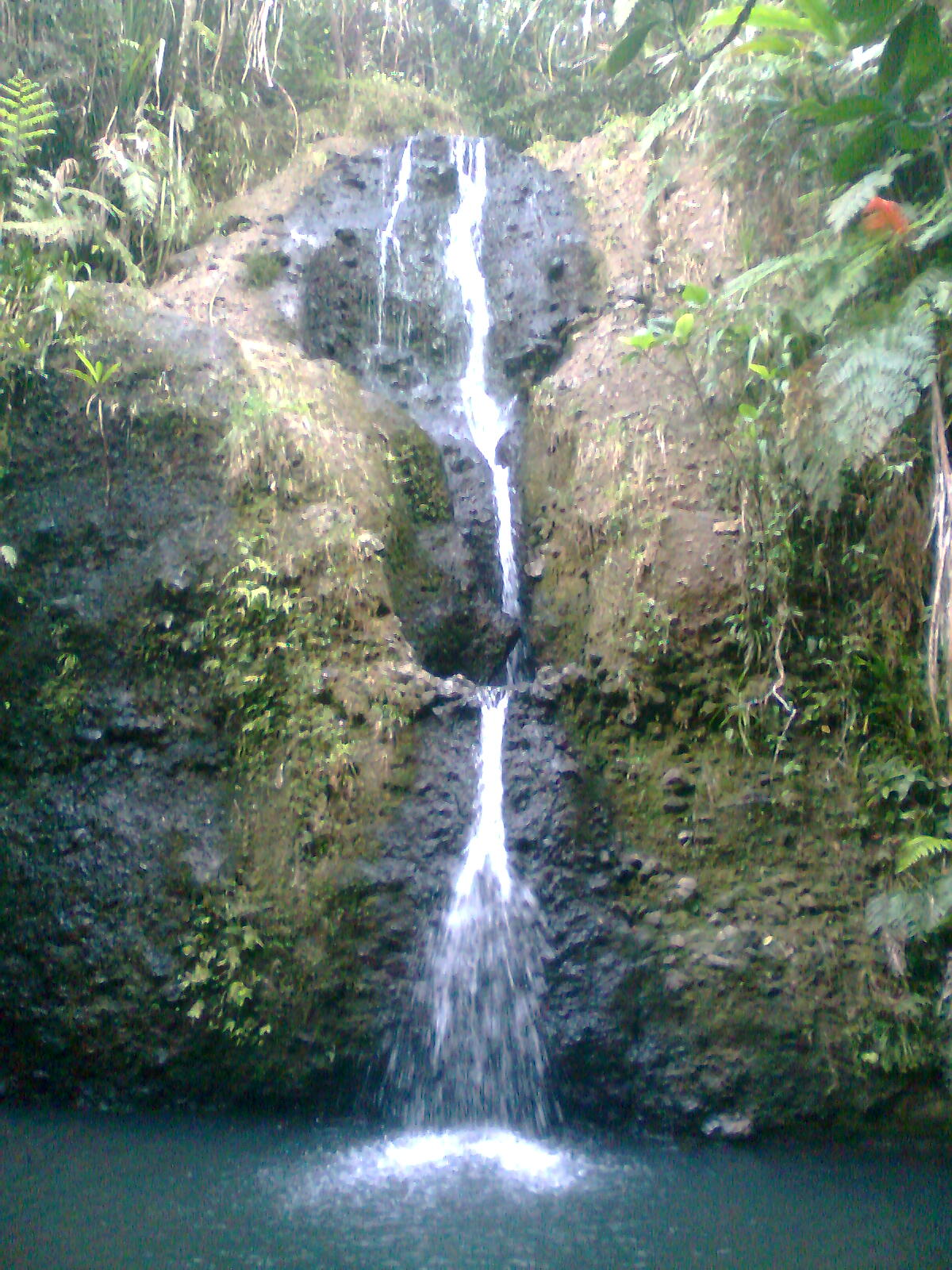
Colo-i-Suva waterval
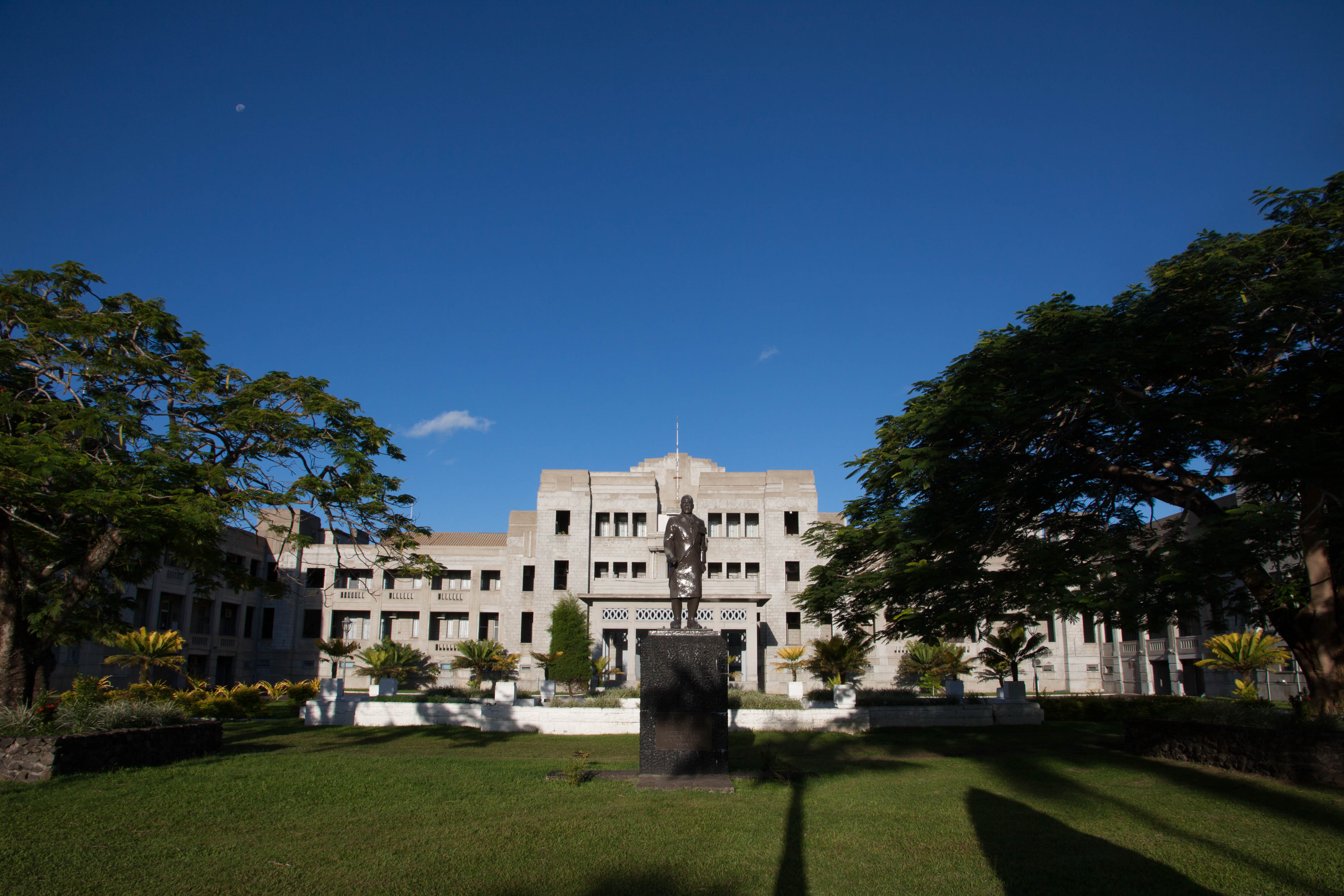
Gouvernementsgebouwen

## Geboren
- Daniel Rae Costello (1961-2019), zanger, songwriter en gitarist
- Craig Parker (1970), acteur
- Manoa Masi (1978), voetballer
- Rob Elder (1981), boogschutter
- Lorima Dau (1983), voetballer
- Pita Bolatoga (1984), voetballer
- Ronil Kumar (1984), voetballer
- Osea Vakatalesau (1986), voetballer